# لرد جان روتسلی
لرد جان روتسلی (انگلیسی: John Wrottesley, 2nd Baron Wrottesley؛ ۵ اوت ۱۷۹۸ – ۲۷ اکتبر ۱۸۶۷) یک دانشمند در زمینه اخترشناسی اهل بریتانیا بود.